# Meaty Beaty Big and Bouncy
Meaty Beaty Big and Bouncy es un álbum recopilatorio grupo británico The Who, publicado por las compañías discográficas Track y Polydor Records en octubre de 1971. El álbum, que recopila los principales sencillos del grupo, alcanzó el puesto once en la lista estadounidense Billboard 200 la semana del 20 de noviembre de 1971, y el nueve en la británica UK Albums Chart la semana del 3 de diciembre. En 1987, la revista Rolling Stone lo situó en el puesto 99 de los cien mejores recopilatorios del periodo 1967-1987.

## Contenido
Todas las canciones del álbum, con la excepción de «Boris the Spider», compuesta por John Entwistle, habían sido previamente publicadas como sencillos en el Reino Unido, y todas ellas, salvo «A Legal Matter», «Magic Bus» y «The Seeker» habían alcanzado el top 10. «Happy Jack», «Magic Bus», «I Can See for Miles» y «Pinball Wizard» también habían llegado al top 40 en los Estados Unidos. El álbum fue recopilado por Pete Townshend con la objeción de Kit Lambert, quien intentó cambiar el orden de las canciones antes de que fuera impresa la primera edición. 
La edición original en disco de vinilo incluyó una toma de estudio alternativa de «Magic Bus» en falso estéreo que no fue incluida en la versión en disco compacto, donde se añadió una versión en estéreo real. Sin embargo, en julio de 2007, Universal reeditó el álbum en Japón con la versión original de «Magic Bus» en falso estéreo.

## Portada
Meaty Beaty Big and Bouncy fue denominado, en un primer momento, The Who Looks Back, retratado en el concepto de la portada, donde los miembros del grupo miran a cuatro niños que simulan su parecido a los anteriores durante su juventud. Uno de los niños es Paul, hermano del mánager del grupo, Bill Curbishley. 
La portada del álbum figura como gag en el episodio de The Simpsons "A Tale of Two Springfields", en donde también aparece The Who. 
La fotografía incluida en el interior del álbum muestra la fachada del Railway Hotel. En ella, se puede observar el póster de un concierto del grupo, ofrecido el 18 de mayo de 1965, si bien la instantánea sería tomada en 1971. El Railway Hotel se convertiría, con el paso del tiempo, en una guarida para los Mods, en donde el grupo tocaría regularmente la noche de los martes. En marzo de 2000, sería arrasado por un incendio.

## Lista de canciones
Todas las canciones escritas y compuestas por Pete Townshend excepto donde se anota. 
| Cara A |                        |          |  |
| N.º    | Título                 | Duración |  |
| 1.     | «I Can't Explain»      | 2:05     |  |
| 2.     | «The Kids Are Alright» | 2:45     |  |
| 3.     | «Happy Jack»           | 2:12     |  |
| 4.     | «I Can See for Miles»  | 4:06     |  |
| 5.     | «Pictures of Lily»     | 2:43     |  |
| 6.     | «My Generation»        | 3:18     |  |
| 7.     | «The Seeker»           | 3:11     |  |

| Cara B |                            |                               |          |  |
| N.º    | Título                     | Escritor(es)                  | Duración |  |
| 8.     | «Anyway, Anyhow, Anywhere» | Roger Daltrey, Pete Townshend | 2:42     |  |
| 9.     | «Pinball Wizard»           |                               | 2:59     |  |
| 10.    | «A Legal Matter»           |                               | 2:48     |  |
| 11.    | «Boris the Spider»         | John Entwistle                | 2:28     |  |
| 12.    | «Magic Bus»                |                               | 4:33     |  |
| 13.    | «Substitute»               |                               | 3:49     |  |
| 14.    | «I'm a Boy»                |                               | 3:41     |  |

## Personal
The Who
- Roger Daltrey: voz
- John Entwistle: bajo, trompa y coros
- Keith Moon: batería y percusión
- Pete Townshend: guitarra, teclados y coros

Equipo técnico
- Kit Lambert, Shel Talmy: productor musical
- Bill Curbishley, Mike Shaw: diseño del álbum
- Graham Hughes: fotografía
- Steve Hoffman: masterización

## Posición en listas
| País           | Lista           | Posición |
| -------------- | --------------- | -------- |
| Estados Unidos | Billboard 200   | 11       |
| Reino Unido    | UK Albums Chart | 9        |

## Certificaciones
| Fecha                | País           | Organismo certificador | Certificación | Ventas certificadas |
| -------------------- | -------------- | ---------------------- | ------------- | ------------------- |
| 8 de febrero de 1993 | Estados Unidos | RIAA                   | Platino       | 1 000 000           |